# Troglohyphantes adjaricus
Espèce
Troglohyphantes adjaricus est une espèce d'araignées aranéomorphes de la famille des Linyphiidae.

## Distribution
Cette espèce est endémique d'Adjarie en Géorgie,. Elle se rencontre à Zeraboseli entre 450 et 600 m d'altitude d'altitude.

## Description
Le mâle holotype mesure 2,50 mm.

## Étymologie
Son nom d'espèce lui a été donné en référence au lieu de sa découverte, l'Adjarie.

## Publication originale
- Tanasevitch, 1987 : Two new Troglohyphantes from the Caucasus (Aranei, Linyphiidae). Spixiana, vol. 9, p. 239-243.